# Tündérfátyol
A tündérfátyol, vagy vízi tündérfátyol (Nymphoides peltata) a valódi kétszikűek (Eudicots), Asterids kládjának, fészkesvirágzatúak (Asterales) rendjének, vidrafűfélék (Menyanthaceae) családjához tartozó faj. Korábban a kétszikűek (Magnoliopsida) osztályába sorolták.

## Élőhelye
Eurázsiai, Szubmediterrán–szubatlantikus eredetű növény, amely az álló vagy lassú sodrású vizeket kedveli. Magyarországon főleg a síksági nagy folyók (Duna, Tisza, Dráva) holtágaiban elterjedt. A Tisza-tó sarudi oldalán Európa egyik legjelentősebb tündérfátyolmezeje található. Tápanyagban gazdag (eutróf és disztróf), meleg, síkvidéki állóvizek, főleg a nagy folyók holtágainak sekélyebb részein 20–70 cm vízmélység mellett található. Szereti a közvetlen napfényt, átmelegedő vizet -enyhén fagytűrő faj. A gyengén lúgos vagy semleges kémhatású vizet kedveli.

## Megjelenése

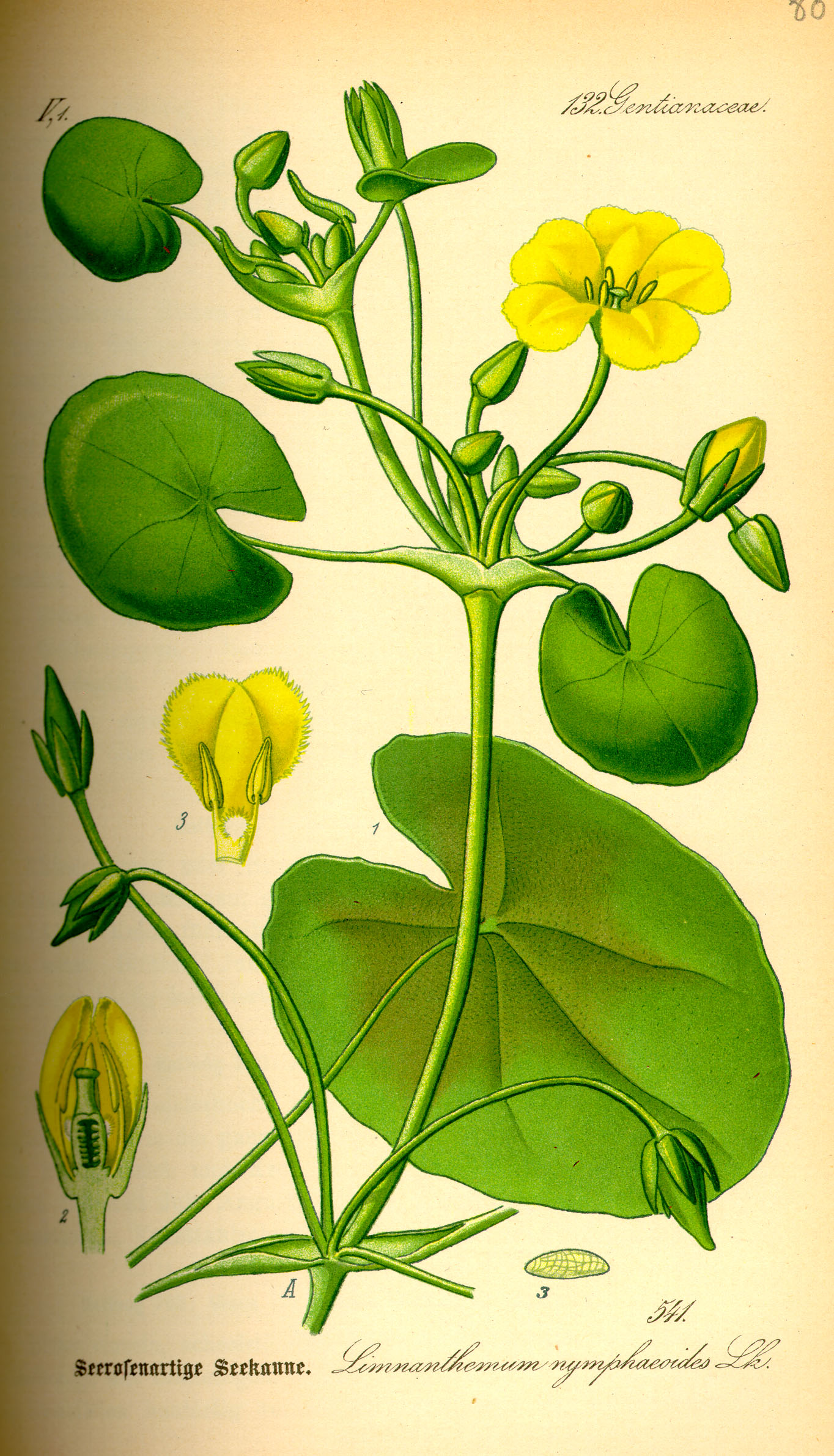
Tündérfátyol

A tündérfátyol indákból álló gyökerei a víz alatt az iszapban szerteágazva találhatóak. Ha lehetősége van a rendelkezésre álló területet sűrűn benövi. Hosszú szárú virágait, leveleit innen hozza fel. Kerekded, szív alakúan bevágott 5–10 cm átmérőjű levelei formájukban hasonlítanak a tündérrózsáéhoz. Virágai a levélhónaljban erednek, a 2-5 kocsány ernyőszerű csomóból indul ki. Apró, finoman rojtos szélű ötszirmú sárga virágait egész nyáron hozza, amelyek csak egy napig élnek. Termése lapított tojásdad tok, melyben a szőrös magok találhatóak. Vízhiány esetén kisebb levelű alakot (f. terrestris) fejleszt, ám a teljes kiszáradást nem viseli el.

## Tündérfátyol a kultúrában
- A Hortobágyi Nemzeti Park területén található a Tündérfátyol torony,[2] amely a II. és III. tavakra nyújt kilátást.
- A Csallóközben a tündérfátyol az égbolton látható tejút elnevezése egy mondához kötődően.
- 2011-től működik egy Tündérfátyol nevű alapítvány Budapesten a Beteg Gyermekekért a Rászorultakért és a Természeti Katasztrófák Áldozataiért[3]